# Miss Fury
Miss Fury est un personnage de comic strip créée par Tarpe Mills en 1941.

## Vie éditoriale
Miss Fury, créée par Tarpe Mills apparaît le 6 avril 1941 dans une page dominicale de comic strip diffusé dans des journaux. Ce strip connaît le succès et, chose rare pour une histoire de super-héros, parvient à durer plus de 10 ans pour s'arrêter en 1952. Timely Comics réimprime ses histoires au format comic book dans 8 numéros publiés entre 1942 et 1946. En 1979, plusieurs de ses aventures sont réimprimées au format graphic novel par Archival Press. En 2011, IDW publie un recueil de strips dessinés entre 1944 et 1949. En avril 2016, Dynamite Entertainment débute une nouvelle série contemporaine avec Corinna Bechko et Jonathan Lau, édité en français par Graph zeppelin, qui relate les "nouvelles" aventures de Miss Fury.

## Biographie fictive
Marla Drake est une jeune femme riche qui s'ennuie. Lorsqu'un soir elle doit aller à un bal costumé, elle revêt un costume en peau de panthère laissé par son oncle qui l'a ramené d'Afrique où elle appartenait à un sorcier. En route pour le bal elle se retrouve mêlée à la poursuite d'un assassin évadé. Après qu'elle l'a arrêté, les journaux parlent d'elle comme de la Black Fury. Marla décide alors de devenir une justicière du nom de Miss Fury.